# Coachella Valley
De Coachella Valley is een uitgestrekt gebied in Zuid-Californië dat door ongeveer een miljoen mensen wordt bewoond. Het maakt deel uit van de Californische Coloradowoestijn. De beroemde toeristenstad Palm Springs ligt in de Coachella Valley, net als de stad Indio, de grootste stad van de vallei. Verder is Coachella onder meer bekend van het Coachella Festival en de Palm Desert muziekscene.

## Geografie
Het gebied strekt zich uit over 72 kilometer van het zuidoosten van Riverside County tot de Salton Sea, het grootste meer in Californië, en valt grotendeels samen met het lagere, relatief vlakke deel, van het stroomgebied van de Whitewater River. Het water in deze rivier bereikt echter zelden de Salton Sea. Het water verdampt onderweg of vloeit ondergronds weg naar de Coachella Valley aquifer. Ook wordt er via aquaducten water aangevoerd van de Colorado.
De vallei is op de meeste plaatsen ongeveer 24 kilometer breed. De vallei grenst in het westen aan de San Jacinto Mountains en de Santa Rosa Mountains en in het noordoosten aan de Little San Bernardino Mountains. De San Andreasbreuk doorkruist de vallei en is goed zichtbaar.
Hoofdstad: Sacramento
Regio's: Antelope Valley · Big Sur · Cascade Range · Central Coast · Central Valley · Channel Islands · Coachella Valley · Conejo Valley · Cucamonga Valley · Death Valley · East Bay · East County · Emerald Triangle · Gold Country · Greater Los Angeles · Grote Bekken · Imperial Valley · Inland Empire · Klamath Basin · Lake Tahoe · Los Angeles Basin · Lost Coast · Mojave · Mountain Empire · Noord-Californië · North Bay · North Coast · North County · Oost-Californië · Owens Valley · Oxnard Plain · San Francisco Peninsula · Pomona Valley · Sacramento Valley · San Bernardino Valley · San Diego–Tijuana · San Fernando Valley · San Francisco Bay Area · San Gabriel Valley · San Joaquin Valley · Santa Clara Valley · Santa Clarita Valley · Shasta Cascade · Sierra Nevada · Silicon Valley · South Bay (LA) · South Bay (SD) · South Bay (SF) · South Coast · Southern Border Region · Upstate California · Wine Country · Yosemite · Zuid-Californië
Metropolitane gebieden: Bakersfield · Chico · Fresno · Los Angeles-Long Beach-Glendale · Modesto · Napa · Oakland-Fremont-Hayward · Oxnard-Thousand Oaks-Ventura · Riverside-San Bernardino-Ontario · Sacramento-Roseville · Salinas · San Diego-Carlsbad-San Marcos · San Francisco-San Mateo-Redwood City · San Jose-Sunnyvale-Santa Clara · San Luis Obispo-Paso Robles · Santa Ana-Anaheim-Irvine · Santa Barbara-Santa Maria · Santa Cruz-Watsonville · Santa Rosa-Petaluma · Stockton · Vallejo-Fairfield · Visalia-Porterville · Yuba City
County's: Alameda · Alpine · Amador · Butte · Calaveras · Colusa · Contra Costa · Del Norte · El Dorado · Fresno · Glenn · Humboldt · Imperial · Inyo · Kern · Kings · Lake · Lassen · Los Angeles · Madera · Marin · Mariposa · Mendocino · Merced · Modoc · Mono · Monterey · Napa · Nevada · Orange · Placer · Plumas · Riverside · Sacramento · San Benito · San Bernardino · San Diego · San Francisco · San Joaquin · San Luis Obispo · San Mateo · Santa Barbara · Santa Clara · Santa Cruz · Shasta · Sierra · Siskiyou · Solano · Sonoma · Stanislaus · Sutter · Tehama · Trinity · Tulare · Tuolumne · Ventura · Yolo · Yuba
Portaal Californië